# France aux championnats d'Europe d'athlétisme en salle
La France participe aux championnats d'Europe d'athlétisme en salle depuis la première édition, en 1970 à Vienne. Après les championnats d'Europe en salle 2023, son bilan est de 170 médailles, dont 50 d'or, 51 d'argent et 69 de bronze.

## Bilan global
| Bilan global (par édition) \| Édition \| Or \| Argent \| Bronze \| Total \| \| ------- \| -- \| ------ \| ------ \| ----- \| \| 1970 \| 2 \| 1 \| 3 \| 6 \| \| 1971 \| 0 \| 1 \| 0 \| 1 \| \| 1972 \| 2 \| 1 \| 4 \| 7 \| \| 1973 \| 2 \| 1 \| 2 \| 5 \| \| 1974 \| 1 \| 1 \| 1 \| 3 \| \| 1975 \| 1 \| 1 \| 0 \| 2 \| \| 1976 \| 1 \| 1 \| 1 \| 3 \| \| 1977 \| 0 \| 1 \| 1 \| 2 \| \| 1978 \| 0 \| 0 \| 1 \| 1 \| \| 1979 \| 0 \| 0 \| 0 \| 0 \| \| 1980 \| 1 \| 0 \| 1 \| 2 \| \| 1981 \| 2 \| 1 \| 3 \| 6 \| \| 1982 \| 0 \| 0 \| 1 \| 1 \| \| 1983 \| 0 \| 0 \| 3 \| 3 \| \| 1984 \| 1 \| 4 \| 1 \| 6 \| \| 1985 \| 0 \| 1 \| 1 \| 2 \| \| 1986 \| 0 \| 1 \| 3 \| 4 \| \| 1987 \| 3 \| 1 \| 2 \| 6 \| \| 1988 \| 0 \| 0 \| 0 \| 0 \| \| 1989 \| 2 \| 1 \| 4 \| 7 \| \| 1990 \| 1 \| 3 \| 2 \| 6 \| \| 1992 \| 1 \| 3 \| 0 \| 4 \| \| 1994 \| 2 \| 2 \| 7 \| 11 \| \| 1996 \| 2 \| 2 \| 2 \| 6 \| \| 1998 \| 1 \| 2 \| 5 \| 8 \| \| 2000 \| 2 \| 1 \| 2 \| 5 \| \| 2002 \| 2 \| 1 \| 2 \| 5 \| \| 2005 \| 2 \| 1 \| 1 \| 4 \| \| 2007 \| 0 \| 1 \| 3 \| 4 \| \| 2009 \| 2 \| 2 \| 2 \| 6 \| \| 2011 \| 5 \| 5 \| 2 \| 12 \| \| 2013 \| 4 \| 3 \| 2 \| 9 \| \| 2015 \| 3 \| 1 \| 1 \| 5 \| \| 2017 \| 2 \| 1 \| 0 \| 3 \| \| 2019 \| 0 \| 2 \| 3 \| 5 \| \| 2021 \| 2 \| 2 \| 0 \| 4 \| \| 2023 \| 1 \| 2 \| 3 \| 6 \| \| Total \| 50 \| 51 \| 69 \| 170 \| |    |        |        |       |
| Édition | Or | Argent | Bronze | Total |
| --- | -- | ------ | ------ | ----- |
| 1970 | 2  | 1      | 3      | 6     |
| 1971 | 0  | 1      | 0      | 1     |
| 1972 | 2  | 1      | 4      | 7     |
| 1973 | 2  | 1      | 2      | 5     |
| 1974 | 1  | 1      | 1      | 3     |
| 1975 | 1  | 1      | 0      | 2     |
| 1976 | 1  | 1      | 1      | 3     |
| 1977 | 0  | 1      | 1      | 2     |
| 1978 | 0  | 0      | 1      | 1     |
| 1979 | 0  | 0      | 0      | 0     |
| 1980 | 1  | 0      | 1      | 2     |
| 1981 | 2  | 1      | 3      | 6     |
| 1982 | 0  | 0      | 1      | 1     |
| 1983 | 0  | 0      | 3      | 3     |
| 1984 | 1  | 4      | 1      | 6     |
| 1985 | 0  | 1      | 1      | 2     |
| 1986 | 0  | 1      | 3      | 4     |
| 1987 | 3  | 1      | 2      | 6     |
| 1988 | 0  | 0      | 0      | 0     |
| 1989 | 2  | 1      | 4      | 7     |
| 1990 | 1  | 3      | 2      | 6     |
| 1992 | 1  | 3      | 0      | 4     |
| 1994 | 2  | 2      | 7      | 11    |
| 1996 | 2  | 2      | 2      | 6     |
| 1998 | 1  | 2      | 5      | 8     |
| 2000 | 2  | 1      | 2      | 5     |
| 2002 | 2  | 1      | 2      | 5     |
| 2005 | 2  | 1      | 1      | 4     |
| 2007 | 0  | 1      | 3      | 4     |
| 2009 | 2  | 2      | 2      | 6     |
| 2011 | 5  | 5      | 2      | 12    |
| 2013 | 4  | 3      | 2      | 9     |
| 2015 | 3  | 1      | 1      | 5     |
| 2017 | 2  | 1      | 0      | 3     |
| 2019 | 0  | 2      | 3      | 5     |
| 2021 | 2  | 2      | 0      | 4     |
| 2023 | 1  | 2      | 3      | 6     |
| Total | 50 | 51     | 69     | 170   |

## Médailles
| Médailles d'or \| Année \| Athlète \| Épreuve \| \| ----- \| --------------------------------------------------------------------- \| ---------------- \| \| 1970 \| François Tracanelli \| Saut à la perche \| \| 1970 \| Sylviane Telliez Mireille Testanière Colette Besson Nicole Duclos \| Relais medley \| \| 1972 \| Jacky Boxberger \| 1 500 m \| \| 1972 \| Guy Drut \| 50 m haies \| \| 1973 \| Francis Gonzalez \| 800 m \| \| 1973 \| Lucien Sainte-Rose Patrick Salvador Francis Kerbiriou Lionel Malingre \| Relais 4x360 m \| \| 1974 \| Jean-François Bonhème \| Saut en longueur \| \| 1975 \| Jacques Rousseau \| Saut en longueur \| \| 1976 \| Jacques Rousseau \| Saut en longueur \| \| 1980 \| Roger Milhau \| 800 m \| \| 1981 \| Alexandre Gonzalez \| 3 000 m \| \| 1981 \| Thierry Vigneron \| Saut à la perche \| \| 1984 \| Thierry Vigneron \| Saut à la perche \| \| 1987 \| Bruno Marie-Rose \| 200 m \| \| 1987 \| Thierry Vigneron \| Saut à la perche \| \| 1987 \| Serge Hélan \| Triple saut \| \| 1989 \| Hervé Phélippeau \| 1 500 m \| \| 1989 \| Marie-José Pérec \| 200 m \| \| 1990 \| Éric Dubus \| 3 000 m \| \| 1992 \| Christian Plaziat \| Heptathlon \| \| 1994 \| Daniel Sangouma \| 200 m \| \| 1994 \| Christian Plaziat \| Heptathlon \| \| 1996 \| Patricia Djaté \| 800 m \| \| 1996 \| Patricia Girard-Léno \| 60 m haies \| \| 1998 \| Patricia Girard-Léno \| 60 m haies \| \| 2000 \| Muriel Hurtis \| 200 m \| \| 2000 \| Linda Ferga \| 60 m haies \| \| 2002 \| Muriel Hurtis \| 200 m \| \| 2002 \| Linda Ferga \| 60 m haies \| \| 2005 \| Ladji Doucouré \| 60 m haies \| \| 2005 \| Richard Maunier Rémi Wallard Brice Panel Marc Raquil \| Relais 4x400 m \| \| 2009 \| Ladji Doucouré \| 60 m haies \| \| 2009 \| Renaud Lavillenie \| Saut à la perche \| \| 2011 \| Leslie Djhone \| 400 m \| \| 2011 \| Marc Macédot Leslie Djhone Mamoudou Hanne Yoann Décimus \| Relais 4x400 m \| \| 2011 \| Renaud Lavillenie \| Saut à la perche \| \| 2011 \| Teddy Tamgho \| Triple saut \| \| 2011 \| Antoinette Nana Djimou \| Pentathlon \| \| 2013 \| Jimmy Vicaut \| 60 m \| \| 2013 \| Mahiedine Mekhissi-Benabbad \| 1 500 m \| \| 2013 \| Renaud Lavillenie \| Saut à la perche \| \| 2013 \| Antoinette Nana Djimou \| Pentathlon \| \| 2015 \| Pascal Martinot-Lagarde \| 60 m haies \| \| 2015 \| Renaud Lavillenie \| Saut à la perche \| \| 2015 \| Floria Gueï Elea-Mariama Diarra Agnès Raharolahy Marie Gayot \| Relais 4x400 m \| \| 2017 \| Kevin Mayer \| Heptathlon \| \| 2017 \| Floria Gueï \| 400 m \| \| 2021 \| Wilhem Belocian \| 60 m haies \| \| 2021 \| Kevin Mayer \| Heptathlon \| \| 2023 \| Kevin Mayer \| Heptathlon \| |                                                                       |                  |
| Année | Athlète                                                               | Épreuve          |
| --- | --------------------------------------------------------------------- | ---------------- |
| 1970 | François Tracanelli                                                   | Saut à la perche |
| 1970 | Sylviane Telliez Mireille Testanière Colette Besson Nicole Duclos     | Relais medley    |
| 1972 | Jacky Boxberger                                                       | 1 500 m          |
| 1972 | Guy Drut                                                              | 50 m haies       |
| 1973 | Francis Gonzalez                                                      | 800 m            |
| 1973 | Lucien Sainte-Rose Patrick Salvador Francis Kerbiriou Lionel Malingre | Relais 4x360 m   |
| 1974 | Jean-François Bonhème                                                 | Saut en longueur |
| 1975 | Jacques Rousseau                                                      | Saut en longueur |
| 1976 | Jacques Rousseau                                                      | Saut en longueur |
| 1980 | Roger Milhau                                                          | 800 m            |
| 1981 | Alexandre Gonzalez                                                    | 3 000 m          |
| 1981 | Thierry Vigneron                                                      | Saut à la perche |
| 1984 | Thierry Vigneron                                                      | Saut à la perche |
| 1987 | Bruno Marie-Rose                                                      | 200 m            |
| 1987 | Thierry Vigneron                                                      | Saut à la perche |
| 1987 | Serge Hélan                                                           | Triple saut      |
| 1989 | Hervé Phélippeau                                                      | 1 500 m          |
| 1989 | Marie-José Pérec                                                      | 200 m            |
| 1990 | Éric Dubus                                                            | 3 000 m          |
| 1992 | Christian Plaziat                                                     | Heptathlon       |
| 1994 | Daniel Sangouma                                                       | 200 m            |
| 1994 | Christian Plaziat                                                     | Heptathlon       |
| 1996 | Patricia Djaté                                                        | 800 m            |
| 1996 | Patricia Girard-Léno                                                  | 60 m haies       |
| 1998 | Patricia Girard-Léno                                                  | 60 m haies       |
| 2000 | Muriel Hurtis                                                         | 200 m            |
| 2000 | Linda Ferga                                                           | 60 m haies       |
| 2002 | Muriel Hurtis                                                         | 200 m            |
| 2002 | Linda Ferga                                                           | 60 m haies       |
| 2005 | Ladji Doucouré                                                        | 60 m haies       |
| 2005 | Richard Maunier Rémi Wallard Brice Panel Marc Raquil                  | Relais 4x400 m   |
| 2009 | Ladji Doucouré                                                        | 60 m haies       |
| 2009 | Renaud Lavillenie                                                     | Saut à la perche |
| 2011 | Leslie Djhone                                                         | 400 m            |
| 2011 | Marc Macédot Leslie Djhone Mamoudou Hanne Yoann Décimus               | Relais 4x400 m   |
| 2011 | Renaud Lavillenie                                                     | Saut à la perche |
| 2011 | Teddy Tamgho                                                          | Triple saut      |
| 2011 | Antoinette Nana Djimou                                                | Pentathlon       |
| 2013 | Jimmy Vicaut                                                          | 60 m             |
| 2013 | Mahiedine Mekhissi-Benabbad                                           | 1 500 m          |
| 2013 | Renaud Lavillenie                                                     | Saut à la perche |
| 2013 | Antoinette Nana Djimou                                                | Pentathlon       |
| 2015 | Pascal Martinot-Lagarde                                               | 60 m haies       |
| 2015 | Renaud Lavillenie                                                     | Saut à la perche |
| 2015 | Floria Gueï Elea-Mariama Diarra Agnès Raharolahy Marie Gayot          | Relais 4x400 m   |
| 2017 | Kevin Mayer                                                           | Heptathlon       |
| 2017 | Floria Gueï                                                           | 400 m            |
| 2021 | Wilhem Belocian                                                       | 60 m haies       |
| 2021 | Kevin Mayer                                                           | Heptathlon       |
| 2023 | Kevin Mayer                                                           | Heptathlon       |

| Année | Athlète                                                               | Épreuve          |
| ----- | --------------------------------------------------------------------- | ---------------- |
| 1970  | François Tracanelli                                                   | Saut à la perche |
| 1970  | Sylviane Telliez Mireille Testanière Colette Besson Nicole Duclos     | Relais medley    |
| 1972  | Jacky Boxberger                                                       | 1 500 m          |
| 1972  | Guy Drut                                                              | 50 m haies       |
| 1973  | Francis Gonzalez                                                      | 800 m            |
| 1973  | Lucien Sainte-Rose Patrick Salvador Francis Kerbiriou Lionel Malingre | Relais 4x360 m   |
| 1974  | Jean-François Bonhème                                                 | Saut en longueur |
| 1975  | Jacques Rousseau                                                      | Saut en longueur |
| 1976  | Jacques Rousseau                                                      | Saut en longueur |
| 1980  | Roger Milhau                                                          | 800 m            |
| 1981  | Alexandre Gonzalez                                                    | 3 000 m          |
| 1981  | Thierry Vigneron                                                      | Saut à la perche |
| 1984  | Thierry Vigneron                                                      | Saut à la perche |
| 1987  | Bruno Marie-Rose                                                      | 200 m            |
| 1987  | Thierry Vigneron                                                      | Saut à la perche |
| 1987  | Serge Hélan                                                           | Triple saut      |
| 1989  | Hervé Phélippeau                                                      | 1 500 m          |
| 1989  | Marie-José Pérec                                                      | 200 m            |
| 1990  | Éric Dubus                                                            | 3 000 m          |
| 1992  | Christian Plaziat                                                     | Heptathlon       |
| 1994  | Daniel Sangouma                                                       | 200 m            |
| 1994  | Christian Plaziat                                                     | Heptathlon       |
| 1996  | Patricia Djaté                                                        | 800 m            |
| 1996  | Patricia Girard-Léno                                                  | 60 m haies       |
| 1998  | Patricia Girard-Léno                                                  | 60 m haies       |
| 2000  | Muriel Hurtis                                                         | 200 m            |
| 2000  | Linda Ferga                                                           | 60 m haies       |
| 2002  | Muriel Hurtis                                                         | 200 m            |
| 2002  | Linda Ferga                                                           | 60 m haies       |
| 2005  | Ladji Doucouré                                                        | 60 m haies       |
| 2005  | Richard Maunier Rémi Wallard Brice Panel Marc Raquil                  | Relais 4x400 m   |
| 2009  | Ladji Doucouré                                                        | 60 m haies       |
| 2009  | Renaud Lavillenie                                                     | Saut à la perche |
| 2011  | Leslie Djhone                                                         | 400 m            |
| 2011  | Marc Macédot Leslie Djhone Mamoudou Hanne Yoann Décimus               | Relais 4x400 m   |
| 2011  | Renaud Lavillenie                                                     | Saut à la perche |
| 2011  | Teddy Tamgho                                                          | Triple saut      |
| 2011  | Antoinette Nana Djimou                                                | Pentathlon       |
| 2013  | Jimmy Vicaut                                                          | 60 m             |
| 2013  | Mahiedine Mekhissi-Benabbad                                           | 1 500 m          |
| 2013  | Renaud Lavillenie                                                     | Saut à la perche |
| 2013  | Antoinette Nana Djimou                                                | Pentathlon       |
| 2015  | Pascal Martinot-Lagarde                                               | 60 m haies       |
| 2015  | Renaud Lavillenie                                                     | Saut à la perche |
| 2015  | Floria Gueï Elea-Mariama Diarra Agnès Raharolahy Marie Gayot          | Relais 4x400 m   |
| 2017  | Kevin Mayer                                                           | Heptathlon       |
| 2017  | Floria Gueï                                                           | 400 m            |
| 2021  | Wilhem Belocian                                                       | 60 m haies       |
| 2021  | Kevin Mayer                                                           | Heptathlon       |
| 2023  | Kevin Mayer                                                           | Heptathlon       |

| Médailles d'argent \| Année \| Athlète \| Épreuve \| \| ----- \| ---------------------------------------------------------------- \| ---------------- \| \| 1970 \| Sylviane Telliez \| 60 m \| \| 1971 \| Sylviane Telliez \| 60 m \| \| 1972 \| Michèle Beugnet Christiane Marlet Claudine Meire Nicole Pani \| Relais 4x1 tour \| \| 1973 \| Colette Besson Chantal Jouvhomme Chantal Leclerc Nicole Duclos \| Relais 4x360 m \| \| 1974 \| Pierre Bonvin Patrick Salvador Daniel Vélasquez Lionel Malingre \| Relais 4x392 m \| \| 1975 \| Marie-Christine Debourse \| Saut en hauteur \| \| 1976 \| Jacques Aletti \| Saut en hauteur \| \| 1977 \| Francis Demarthon \| 400 m \| \| 1981 \| Luc Viudès \| Lancer du poids \| \| 1984 \| André Lavie \| 800 m \| \| 1984 \| Pierre Quinon \| Saut à la perche \| \| 1984 \| Marie-Christine Cazier \| 200 m \| \| 1984 \| Maryse Éwanjé-Épée \| Saut en hauteur \| \| 1985 \| Antoine Richard \| 60 m \| \| 1986 \| Anne Piquereau \| 60 m haies \| \| 1987 \| Ferenc Salbert \| Saut à la perche \| \| 1989 \| Laurence Bily \| 60 m \| \| 1990 \| Jacky Carlier \| 3 000 m \| \| 1990 \| Laurence Bily \| 60 m \| \| 1990 \| Monique Éwanjé-Épée \| 60 m haies \| \| 1992 \| Daniel Sangouma \| 200 m \| \| 1992 \| Serge Hélan \| Triple saut \| \| 1992 \| Monique Éwanjé-Épée \| 60 m haies \| \| 1994 \| Jean-Charles Gicquel \| Saut en hauteur \| \| 1994 \| Jean Galfione \| Saut à la perche \| \| 1996 \| Pierre-Marie Hilaire \| 400 m \| \| 1996 \| Odiah Sidibé \| 60 m \| \| 1998 \| Abdel-Kader Chékhémani \| 1 500 m \| \| 1998 \| Frédérique Bangué \| 60 m \| \| 2000 \| Patricia Girard \| 60 m haies \| \| 2002 \| Marc Foucan Laurent Claudel Loïc Lerouge Stéphane Diagana \| Relais 4x400 m \| \| 2005 \| Ronald Pognon \| 60 m \| \| 2007 \| Bouabdellah Tahri \| 3 000 m \| \| 2009 \| Bouabdellah Tahri \| 3 000 m \| \| 2009 \| Yves Niaré \| Lancer du poids \| \| 2011 \| Garfield Darien \| 60 m haies \| \| 2011 \| Jérôme Clavier \| Saut à la perche \| \| 2011 \| Kafétien Gomis \| Saut en longueur \| \| 2011 \| Nadir El Fassi \| Heptathlon \| \| 2011 \| Linda Marguet \| 800 m \| \| 2013 \| Kevin Mayer \| Heptathlon \| \| 2013 \| Myriam Soumaré \| 60 m \| \| 2013 \| Éloyse Lesueur \| Saut en longueur \| \| 2015 \| Dimitri Bascou \| 60 m haies \| \| 2017 \| Pascal Martinot-Lagarde \| 60 m haies \| \| 2019 \| Pascal Martinot-Lagarde \| 60 m haies \| \| 2019 \| Rénelle Lamote \| 800 m \| \| 2021 \| Valentin Lavillenie \| Saut à la perche \| \| 2021 \| Alice Finot \| 3 000 m \| \| 2023 \| Benjamin Robert \| 800 m \| \| 2023 \| Gilles Biron Téo Andant Victor Coroller Muhammad Abdallah Kounta \| Relais 4x400 m \| |                                                                  |                  |
| Année | Athlète                                                          | Épreuve          |
| --- | ---------------------------------------------------------------- | ---------------- |
| 1970 | Sylviane Telliez                                                 | 60 m             |
| 1971 | Sylviane Telliez                                                 | 60 m             |
| 1972 | Michèle Beugnet Christiane Marlet Claudine Meire Nicole Pani     | Relais 4x1 tour  |
| 1973 | Colette Besson Chantal Jouvhomme Chantal Leclerc Nicole Duclos   | Relais 4x360 m   |
| 1974 | Pierre Bonvin Patrick Salvador Daniel Vélasquez Lionel Malingre  | Relais 4x392 m   |
| 1975 | Marie-Christine Debourse                                         | Saut en hauteur  |
| 1976 | Jacques Aletti                                                   | Saut en hauteur  |
| 1977 | Francis Demarthon                                                | 400 m            |
| 1981 | Luc Viudès                                                       | Lancer du poids  |
| 1984 | André Lavie                                                      | 800 m            |
| 1984 | Pierre Quinon                                                    | Saut à la perche |
| 1984 | Marie-Christine Cazier                                           | 200 m            |
| 1984 | Maryse Éwanjé-Épée                                               | Saut en hauteur  |
| 1985 | Antoine Richard                                                  | 60 m             |
| 1986 | Anne Piquereau                                                   | 60 m haies       |
| 1987 | Ferenc Salbert                                                   | Saut à la perche |
| 1989 | Laurence Bily                                                    | 60 m             |
| 1990 | Jacky Carlier                                                    | 3 000 m          |
| 1990 | Laurence Bily                                                    | 60 m             |
| 1990 | Monique Éwanjé-Épée                                              | 60 m haies       |
| 1992 | Daniel Sangouma                                                  | 200 m            |
| 1992 | Serge Hélan                                                      | Triple saut      |
| 1992 | Monique Éwanjé-Épée                                              | 60 m haies       |
| 1994 | Jean-Charles Gicquel                                             | Saut en hauteur  |
| 1994 | Jean Galfione                                                    | Saut à la perche |
| 1996 | Pierre-Marie Hilaire                                             | 400 m            |
| 1996 | Odiah Sidibé                                                     | 60 m             |
| 1998 | Abdel-Kader Chékhémani                                           | 1 500 m          |
| 1998 | Frédérique Bangué                                                | 60 m             |
| 2000 | Patricia Girard                                                  | 60 m haies       |
| 2002 | Marc Foucan Laurent Claudel Loïc Lerouge Stéphane Diagana        | Relais 4x400 m   |
| 2005 | Ronald Pognon                                                    | 60 m             |
| 2007 | Bouabdellah Tahri                                                | 3 000 m          |
| 2009 | Bouabdellah Tahri                                                | 3 000 m          |
| 2009 | Yves Niaré                                                       | Lancer du poids  |
| 2011 | Garfield Darien                                                  | 60 m haies       |
| 2011 | Jérôme Clavier                                                   | Saut à la perche |
| 2011 | Kafétien Gomis                                                   | Saut en longueur |
| 2011 | Nadir El Fassi                                                   | Heptathlon       |
| 2011 | Linda Marguet                                                    | 800 m            |
| 2013 | Kevin Mayer                                                      | Heptathlon       |
| 2013 | Myriam Soumaré                                                   | 60 m             |
| 2013 | Éloyse Lesueur                                                   | Saut en longueur |
| 2015 | Dimitri Bascou                                                   | 60 m haies       |
| 2017 | Pascal Martinot-Lagarde                                          | 60 m haies       |
| 2019 | Pascal Martinot-Lagarde                                          | 60 m haies       |
| 2019 | Rénelle Lamote                                                   | 800 m            |
| 2021 | Valentin Lavillenie                                              | Saut à la perche |
| 2021 | Alice Finot                                                      | 3 000 m          |
| 2023 | Benjamin Robert                                                  | 800 m            |
| 2023 | Gilles Biron Téo Andant Victor Coroller Muhammad Abdallah Kounta | Relais 4x400 m   |

| Année | Athlète                                                          | Épreuve          |
| ----- | ---------------------------------------------------------------- | ---------------- |
| 1970  | Sylviane Telliez                                                 | 60 m             |
| 1971  | Sylviane Telliez                                                 | 60 m             |
| 1972  | Michèle Beugnet Christiane Marlet Claudine Meire Nicole Pani     | Relais 4x1 tour  |
| 1973  | Colette Besson Chantal Jouvhomme Chantal Leclerc Nicole Duclos   | Relais 4x360 m   |
| 1974  | Pierre Bonvin Patrick Salvador Daniel Vélasquez Lionel Malingre  | Relais 4x392 m   |
| 1975  | Marie-Christine Debourse                                         | Saut en hauteur  |
| 1976  | Jacques Aletti                                                   | Saut en hauteur  |
| 1977  | Francis Demarthon                                                | 400 m            |
| 1981  | Luc Viudès                                                       | Lancer du poids  |
| 1984  | André Lavie                                                      | 800 m            |
| 1984  | Pierre Quinon                                                    | Saut à la perche |
| 1984  | Marie-Christine Cazier                                           | 200 m            |
| 1984  | Maryse Éwanjé-Épée                                               | Saut en hauteur  |
| 1985  | Antoine Richard                                                  | 60 m             |
| 1986  | Anne Piquereau                                                   | 60 m haies       |
| 1987  | Ferenc Salbert                                                   | Saut à la perche |
| 1989  | Laurence Bily                                                    | 60 m             |
| 1990  | Jacky Carlier                                                    | 3 000 m          |
| 1990  | Laurence Bily                                                    | 60 m             |
| 1990  | Monique Éwanjé-Épée                                              | 60 m haies       |
| 1992  | Daniel Sangouma                                                  | 200 m            |
| 1992  | Serge Hélan                                                      | Triple saut      |
| 1992  | Monique Éwanjé-Épée                                              | 60 m haies       |
| 1994  | Jean-Charles Gicquel                                             | Saut en hauteur  |
| 1994  | Jean Galfione                                                    | Saut à la perche |
| 1996  | Pierre-Marie Hilaire                                             | 400 m            |
| 1996  | Odiah Sidibé                                                     | 60 m             |
| 1998  | Abdel-Kader Chékhémani                                           | 1 500 m          |
| 1998  | Frédérique Bangué                                                | 60 m             |
| 2000  | Patricia Girard                                                  | 60 m haies       |
| 2002  | Marc Foucan Laurent Claudel Loïc Lerouge Stéphane Diagana        | Relais 4x400 m   |
| 2005  | Ronald Pognon                                                    | 60 m             |
| 2007  | Bouabdellah Tahri                                                | 3 000 m          |
| 2009  | Bouabdellah Tahri                                                | 3 000 m          |
| 2009  | Yves Niaré                                                       | Lancer du poids  |
| 2011  | Garfield Darien                                                  | 60 m haies       |
| 2011  | Jérôme Clavier                                                   | Saut à la perche |
| 2011  | Kafétien Gomis                                                   | Saut en longueur |
| 2011  | Nadir El Fassi                                                   | Heptathlon       |
| 2011  | Linda Marguet                                                    | 800 m            |
| 2013  | Kevin Mayer                                                      | Heptathlon       |
| 2013  | Myriam Soumaré                                                   | 60 m             |
| 2013  | Éloyse Lesueur                                                   | Saut en longueur |
| 2015  | Dimitri Bascou                                                   | 60 m haies       |
| 2017  | Pascal Martinot-Lagarde                                          | 60 m haies       |
| 2019  | Pascal Martinot-Lagarde                                          | 60 m haies       |
| 2019  | Rénelle Lamote                                                   | 800 m            |
| 2021  | Valentin Lavillenie                                              | Saut à la perche |
| 2021  | Alice Finot                                                      | 3 000 m          |
| 2023  | Benjamin Robert                                                  | 800 m            |
| 2023  | Gilles Biron Téo Andant Victor Coroller Muhammad Abdallah Kounta | Relais 4x400 m   |

| Médailles de bronze \| Année \| Athlète \| Épreuve \| \| ----- \| --------------------------------------------------------------- \| ---------------- \| \| 1970 \| Guy Drut \| 60 m haies \| \| 1970 \| Pierre Colnard \| Lancer du poids \| \| 1970 \| Colette Besson \| 400 m \| \| 1972 \| Francis Gonzalez \| 800 m \| \| 1972 \| Patrick Salvador André Paoli Michel Dach Gilles Bertould \| Relais 4x2 tours \| \| 1972 \| Sylviane Telliez \| 50 m \| \| 1972 \| Madeleine Thomas Bernadette Martin Nicole Duclos Colette Besson \| Relais 4x2 tours \| \| 1973 \| Jean-Michel Bellot \| Saut à la perche \| \| 1973 \| Sylviane Telliez \| 60 m \| \| 1974 \| Bernard Lamitié \| Triple saut \| \| 1976 \| Bernard Lamitié \| Triple saut \| \| 1977 \| Bernard Lamitié \| Triple saut \| \| 1978 \| Roger Milhau \| 800 m \| \| 1980 \| Patrick Abada \| Saut à la perche \| \| 1981 \| Guy Drut \| 50 m haies \| \| 1981 \| Gérard Lelièvre \| 5 000 m marche \| \| 1981 \| Jean-Michel Bellot \| Saut à la perche \| \| 1982 \| Bernard Petitbois \| 60 m \| \| 1983 \| Thierry Tonnellier \| 800 m \| \| 1983 \| Patrick Abada \| Saut à la perche \| \| 1983 \| Maryse Éwanjé-Épée \| Saut en hauteur \| \| 1984 \| Didier Dubois \| 400 m \| \| 1985 \| Anne Piquereau \| 60 m haies \| \| 1986 \| Bruno Marie-Rose \| 60 m \| \| 1986 \| Thierry Tonnellier \| 800 m \| \| 1986 \| Philippe Collet \| Saut à la perche \| \| 1987 \| Pascal Thiébaut \| 3 000 m \| \| 1987 \| Marie-Christine Cazier \| 200 m \| \| 1989 \| Bruno Marie-Rose \| 200 m \| \| 1989 \| Jacky Carlier \| 3 000 m \| \| 1989 \| Philippe Tourret \| 60 m haies \| \| 1989 \| Maryse Éwanjé-Épée \| Saut en hauteur \| \| 1990 \| Bruno Marie-Rose \| 200 m \| \| 1990 \| Thierry Vigneron[1] \| Saut à la perche \| \| 1994 \| Ousmane Diarra \| 800 m \| \| 1994 \| Abdel-Kader Chékhémani \| 1 500 m \| \| 1994 \| Denis Langlois \| 5 000 m marche \| \| 1994 \| Alain Blondel \| Heptathlon \| \| 1994 \| Patricia Girard \| 60 m \| \| 1994 \| Viviane Dorsile \| 400 m \| \| 1994 \| Anne Piquereau \| 60 m haies \| \| 1996 \| Abdel-Kader Chékhémani \| 1 500 m \| \| 1996 \| Monique Tourret \| 60 m haies \| \| 1998 \| Stéphane Cali \| 60 m \| \| 1998 \| Emmanuel Bangué \| Saut en longueur \| \| 1998 \| Serge Hélan \| Triple saut \| \| 1998 \| Odiah Sidibé \| 60 m \| \| 1998 \| Linda Ferga \| Saut en longueur \| \| 2000 \| Marc Raquil \| 400 m \| \| 2000 \| Mehdi Baala \| 1 500 m \| \| 2002 \| Élisabeth Grousselle \| 800 m \| \| 2002 \| Patricia Girard \| 60 m haies \| \| 2005 \| Hind Dehiba \| 1 500 m \| \| 2007 \| Ronald Pognon \| 60 m \| \| 2007 \| Salim Sdiri \| Saut en longueur \| \| 2007 \| Teresa Nzola Meso Ba \| Triple saut \| \| 2009 \| Yoann Kowal \| 1 500 m \| \| 2009 \| Antoinette Nana Djimou \| Pentathlon \| \| 2011 \| Christophe Lemaitre \| 60 m \| \| 2011 \| Muriel Hurtis-Houairi Lætitia Denis Marie Gayot Floria Gueï \| Relais 4x400 m \| \| 2013 \| Simon Denissel \| 1 500 m \| \| 2013 \| Pascal Martinot-Lagarde \| 60 m haies \| \| 2015 \| Wilhem Belocian \| 60 m haies \| \| 2019 \| Aurel Manga \| 60 m haies \| \| 2019 \| Mame-Ibra Anne Thomas Jordier Nicolas Courbière Fabrisio Saïdy \| Relais 4x400 m \| \| 2019 \| Solène Ndama \| Pentathlon \| \| 2023 \| Azeddine Habz \| 1 500 m \| \| 2023 \| Just Kwaou-Mathey \| 60 m haies \| \| 2023 \| Agnès Raharolahy \| 800 m \| |                                                                 |                  |
| Année | Athlète                                                         | Épreuve          |
| --- | --------------------------------------------------------------- | ---------------- |
| 1970 | Guy Drut                                                        | 60 m haies       |
| 1970 | Pierre Colnard                                                  | Lancer du poids  |
| 1970 | Colette Besson                                                  | 400 m            |
| 1972 | Francis Gonzalez                                                | 800 m            |
| 1972 | Patrick Salvador André Paoli Michel Dach Gilles Bertould        | Relais 4x2 tours |
| 1972 | Sylviane Telliez                                                | 50 m             |
| 1972 | Madeleine Thomas Bernadette Martin Nicole Duclos Colette Besson | Relais 4x2 tours |
| 1973 | Jean-Michel Bellot                                              | Saut à la perche |
| 1973 | Sylviane Telliez                                                | 60 m             |
| 1974 | Bernard Lamitié                                                 | Triple saut      |
| 1976 | Bernard Lamitié                                                 | Triple saut      |
| 1977 | Bernard Lamitié                                                 | Triple saut      |
| 1978 | Roger Milhau                                                    | 800 m            |
| 1980 | Patrick Abada                                                   | Saut à la perche |
| 1981 | Guy Drut                                                        | 50 m haies       |
| 1981 | Gérard Lelièvre                                                 | 5 000 m marche   |
| 1981 | Jean-Michel Bellot                                              | Saut à la perche |
| 1982 | Bernard Petitbois                                               | 60 m             |
| 1983 | Thierry Tonnellier                                              | 800 m            |
| 1983 | Patrick Abada                                                   | Saut à la perche |
| 1983 | Maryse Éwanjé-Épée                                              | Saut en hauteur  |
| 1984 | Didier Dubois                                                   | 400 m            |
| 1985 | Anne Piquereau                                                  | 60 m haies       |
| 1986 | Bruno Marie-Rose                                                | 60 m             |
| 1986 | Thierry Tonnellier                                              | 800 m            |
| 1986 | Philippe Collet                                                 | Saut à la perche |
| 1987 | Pascal Thiébaut                                                 | 3 000 m          |
| 1987 | Marie-Christine Cazier                                          | 200 m            |
| 1989 | Bruno Marie-Rose                                                | 200 m            |
| 1989 | Jacky Carlier                                                   | 3 000 m          |
| 1989 | Philippe Tourret                                                | 60 m haies       |
| 1989 | Maryse Éwanjé-Épée                                              | Saut en hauteur  |
| 1990 | Bruno Marie-Rose                                                | 200 m            |
| 1990 | Thierry Vigneron                                                | Saut à la perche |
| 1994 | Ousmane Diarra                                                  | 800 m            |
| 1994 | Abdel-Kader Chékhémani                                          | 1 500 m          |
| 1994 | Denis Langlois                                                  | 5 000 m marche   |
| 1994 | Alain Blondel                                                   | Heptathlon       |
| 1994 | Patricia Girard                                                 | 60 m             |
| 1994 | Viviane Dorsile                                                 | 400 m            |
| 1994 | Anne Piquereau                                                  | 60 m haies       |
| 1996 | Abdel-Kader Chékhémani                                          | 1 500 m          |
| 1996 | Monique Tourret                                                 | 60 m haies       |
| 1998 | Stéphane Cali                                                   | 60 m             |
| 1998 | Emmanuel Bangué                                                 | Saut en longueur |
| 1998 | Serge Hélan                                                     | Triple saut      |
| 1998 | Odiah Sidibé                                                    | 60 m             |
| 1998 | Linda Ferga                                                     | Saut en longueur |
| 2000 | Marc Raquil                                                     | 400 m            |
| 2000 | Mehdi Baala                                                     | 1 500 m          |
| 2002 | Élisabeth Grousselle                                            | 800 m            |
| 2002 | Patricia Girard                                                 | 60 m haies       |
| 2005 | Hind Dehiba                                                     | 1 500 m          |
| 2007 | Ronald Pognon                                                   | 60 m             |
| 2007 | Salim Sdiri                                                     | Saut en longueur |
| 2007 | Teresa Nzola Meso Ba                                            | Triple saut      |
| 2009 | Yoann Kowal                                                     | 1 500 m          |
| 2009 | Antoinette Nana Djimou                                          | Pentathlon       |
| 2011 | Christophe Lemaitre                                             | 60 m             |
| 2011 | Muriel Hurtis-Houairi Lætitia Denis Marie Gayot Floria Gueï     | Relais 4x400 m   |
| 2013 | Simon Denissel                                                  | 1 500 m          |
| 2013 | Pascal Martinot-Lagarde                                         | 60 m haies       |
| 2015 | Wilhem Belocian                                                 | 60 m haies       |
| 2019 | Aurel Manga                                                     | 60 m haies       |
| 2019 | Mame-Ibra Anne Thomas Jordier Nicolas Courbière Fabrisio Saïdy  | Relais 4x400 m   |
| 2019 | Solène Ndama                                                    | Pentathlon       |
| 2023 | Azeddine Habz                                                   | 1 500 m          |
| 2023 | Just Kwaou-Mathey                                               | 60 m haies       |
| 2023 | Agnès Raharolahy                                                | 800 m            |

| Année | Athlète                                                         | Épreuve          |
| ----- | --------------------------------------------------------------- | ---------------- |
| 1970  | Guy Drut                                                        | 60 m haies       |
| 1970  | Pierre Colnard                                                  | Lancer du poids  |
| 1970  | Colette Besson                                                  | 400 m            |
| 1972  | Francis Gonzalez                                                | 800 m            |
| 1972  | Patrick Salvador André Paoli Michel Dach Gilles Bertould        | Relais 4x2 tours |
| 1972  | Sylviane Telliez                                                | 50 m             |
| 1972  | Madeleine Thomas Bernadette Martin Nicole Duclos Colette Besson | Relais 4x2 tours |
| 1973  | Jean-Michel Bellot                                              | Saut à la perche |
| 1973  | Sylviane Telliez                                                | 60 m             |
| 1974  | Bernard Lamitié                                                 | Triple saut      |
| 1976  | Bernard Lamitié                                                 | Triple saut      |
| 1977  | Bernard Lamitié                                                 | Triple saut      |
| 1978  | Roger Milhau                                                    | 800 m            |
| 1980  | Patrick Abada                                                   | Saut à la perche |
| 1981  | Guy Drut                                                        | 50 m haies       |
| 1981  | Gérard Lelièvre                                                 | 5 000 m marche   |
| 1981  | Jean-Michel Bellot                                              | Saut à la perche |
| 1982  | Bernard Petitbois                                               | 60 m             |
| 1983  | Thierry Tonnellier                                              | 800 m            |
| 1983  | Patrick Abada                                                   | Saut à la perche |
| 1983  | Maryse Éwanjé-Épée                                              | Saut en hauteur  |
| 1984  | Didier Dubois                                                   | 400 m            |
| 1985  | Anne Piquereau                                                  | 60 m haies       |
| 1986  | Bruno Marie-Rose                                                | 60 m             |
| 1986  | Thierry Tonnellier                                              | 800 m            |
| 1986  | Philippe Collet                                                 | Saut à la perche |
| 1987  | Pascal Thiébaut                                                 | 3 000 m          |
| 1987  | Marie-Christine Cazier                                          | 200 m            |
| 1989  | Bruno Marie-Rose                                                | 200 m            |
| 1989  | Jacky Carlier                                                   | 3 000 m          |
| 1989  | Philippe Tourret                                                | 60 m haies       |
| 1989  | Maryse Éwanjé-Épée                                              | Saut en hauteur  |
| 1990  | Bruno Marie-Rose                                                | 200 m            |
| 1990  | Thierry Vigneron                                                | Saut à la perche |
| 1994  | Ousmane Diarra                                                  | 800 m            |
| 1994  | Abdel-Kader Chékhémani                                          | 1 500 m          |
| 1994  | Denis Langlois                                                  | 5 000 m marche   |
| 1994  | Alain Blondel                                                   | Heptathlon       |
| 1994  | Patricia Girard                                                 | 60 m             |
| 1994  | Viviane Dorsile                                                 | 400 m            |
| 1994  | Anne Piquereau                                                  | 60 m haies       |
| 1996  | Abdel-Kader Chékhémani                                          | 1 500 m          |
| 1996  | Monique Tourret                                                 | 60 m haies       |
| 1998  | Stéphane Cali                                                   | 60 m             |
| 1998  | Emmanuel Bangué                                                 | Saut en longueur |
| 1998  | Serge Hélan                                                     | Triple saut      |
| 1998  | Odiah Sidibé                                                    | 60 m             |
| 1998  | Linda Ferga                                                     | Saut en longueur |
| 2000  | Marc Raquil                                                     | 400 m            |
| 2000  | Mehdi Baala                                                     | 1 500 m          |
| 2002  | Élisabeth Grousselle                                            | 800 m            |
| 2002  | Patricia Girard                                                 | 60 m haies       |
| 2005  | Hind Dehiba                                                     | 1 500 m          |
| 2007  | Ronald Pognon                                                   | 60 m             |
| 2007  | Salim Sdiri                                                     | Saut en longueur |
| 2007  | Teresa Nzola Meso Ba                                            | Triple saut      |
| 2009  | Yoann Kowal                                                     | 1 500 m          |
| 2009  | Antoinette Nana Djimou                                          | Pentathlon       |
| 2011  | Christophe Lemaitre                                             | 60 m             |
| 2011  | Muriel Hurtis-Houairi Lætitia Denis Marie Gayot Floria Gueï     | Relais 4x400 m   |
| 2013  | Simon Denissel                                                  | 1 500 m          |
| 2013  | Pascal Martinot-Lagarde                                         | 60 m haies       |
| 2015  | Wilhem Belocian                                                 | 60 m haies       |
| 2019  | Aurel Manga                                                     | 60 m haies       |
| 2019  | Mame-Ibra Anne Thomas Jordier Nicolas Courbière Fabrisio Saïdy  | Relais 4x400 m   |
| 2019  | Solène Ndama                                                    | Pentathlon       |
| 2023  | Azeddine Habz                                                   | 1 500 m          |
| 2023  | Just Kwaou-Mathey                                               | 60 m haies       |
| 2023  | Agnès Raharolahy                                                | 800 m            |

## Résultats par édition
Records et Performances
- AR : Record continental (area record)
- CR : Record des championnats (championship record)
- MR : Record du meeting (meet record)
- NR : Record national (national record)
- OR : Record olympique (olympic record)
- PR : Record paralympique (paralympic record)
- PB : Record personnel (personal best)
- SB : Meilleure performance personnelle de la saison (season's best)
- WL : Meilleure performance mondiale de l'année (world leader)
- WJR : Record du monde junior (world junior record)
- WR : Record du monde (world record)

Circonstances et Conditions
- DNF : N'a pas terminé (did not finish)
- DNS : N'a pas pris le départ (did not start)
- DQ : Disqualification (disqualification)
- NM : Aucun essai valable enregistré (No Mark)
- Q : Qualifié « directement » au prochain tour (ou à la prochaine compétition), lors d'une compétition majeure, grâce au classement ou à la réalisation des minima (automatic qualifier)
- q : Qualifié au prochain tour (ou à la prochaine compétition), lors d'une compétition majeure, grâce au repêchage ou à la réalisation de l'une des meilleures performances parmi celles des « non qualifiés directement » (grâce au meilleur temps ou à la meilleure distance par exemple) (secondary qualifier)